# Tabac Burley

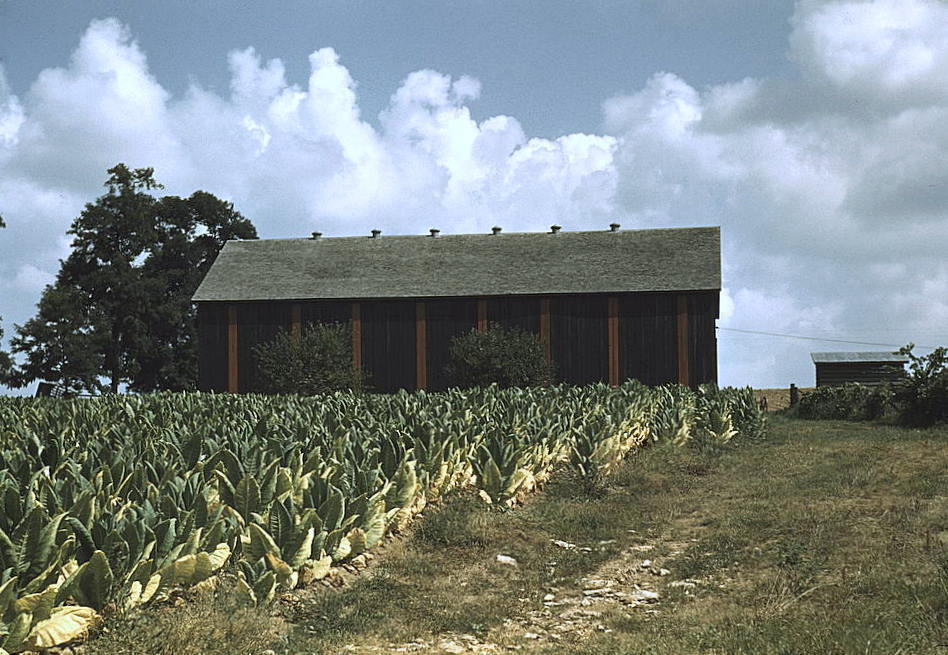
Camp de tabac Burley, amb barraca de secat i curatge al fons, a Granja de Russell Spears, Lexington, Kentucky, 1940.

El tabac Burley és un tabac utilitzat principalment per a la producció de cigarrets.
Als Estats Units es produeix en un cinturó de vuit estats, si bé el 70% es produeix a Kentucky i el 20% a Tennessee. El 10% restant es produeix a Indiana, Carolina del Nord, Missouri, Ohio, Virginia, Maryland i Virgínia Occidental. El tabac Burley és produït en molts altres països, destacant-ne el Brasil, Malaui, i l'Argentina.

## Història
L'origen del tabac Burley s'atribueix a George Webb i Joseph Fore en 1864, que van plantar-lo en la granja del capità Frederick Kautz a prop Higginsport, Ohio, a partir de llavors provinents de Bracken County, Kentucky. Per 1866, va arribar a collir 20.000 lliures de tabac Burley i ho va vendre en 1867 en la fira de St. Louis per $58 cent lliures.